# Guillermo Buitrago
 (avril 2024).
Si vous disposez d'ouvrages ou d'articles de référence ou si vous connaissez des sites web de qualité traitant du thème abordé ici, merci de compléter l'article en donnant les références utiles à sa vérifiabilité et en les liant à la section « Notes et références ».
Guillermo de Jesús Buitrago Enríquez est un compositeur, musicien et chanteur colombien de vallenato, très populaire dans le folklore colombien, mort à l'âge de 29 ans en 1949. 
Sa musique reste vivante durant le XXe siècle: Guillermo Buitrago est un pionnier de la popularisation du vallenato en Colombie, en Amérique latine, en Espagne et même aux États-Unis, avec d'autres artistes comme Julio César Bovea. Il est, avec Bovea, un des interprètes des lettres du Maître Raphaël Escalona. Buitrago est né à Ciénaga le 1er avril 1920 et y est mort le 19 avril 1949.

## Biographie
Son instrument de prédilection est la guitare avec laquelle il parcourt le littoral nord de la Colombie. À Santa Marta, il rencontre un jeune coiffeur, Julio César Bovea (1934–2009), avec lequel il forme un duo. Ils sont les premiers interprètes des chansons de leur contemporain Rafael Escalona (1927–2009). Le duo ne dure que quelques années: Bovea se séparant pour former son propre « trio » avec ses vallenatos.
Outre les œuvres de Raphaël Escalona, Buitrago interprète des titres de Tobías Pumarejo, Andrés Paz Barrios et Emiliano Zuleta. Gabriel García Márquez, Prix Nobel de Littérature le mentionne dans l'une de ses chroniques en 1983. L'écrivain disant de lui : « Le premier qui ait mis la musique vallenata à la mode, permettant ainsi de faire connaître de nombreux compositeurs qui, aujourd'hui, jouissent beaucoup de sa renommée »

### Le Chardonneret de la Savane
Les années 1940 voient naître en Colombie les plus importantes figures de la musique populaire colombienne du XXe siècle. Guillermo de Jesus Buitrago Enríquez est le pionnier du vallenato dans le pays. En 1943, pour inaugurer ses studios d'enregistrement et de pressage de disques (les premiers en Colombie), le propriétaire de la station Radio Fuentes de Carthagène (le musicien et chef d'entreprise Antonio « Ton » Fuentes), invite Buitrago et ses musiciens (Angel Fontanilla, Efraín Torres et Carlos « El Mocho » Rubio, alors très populaires sur la côte atlantique par leurs prestations dans les théâtres et les stations de radio locales), afin qu'ils participent au premier enregistrement entièrement produit et réalisé en Colombie. 
Le 12 mars 1943, rue de l'université à Carthagène, au 3e étage de la station de radio, sont enregistrés les titres suivantes :  Las mujeres a mí no me quieren et Compae Heliodoro, une chanson de Buitrago consacrée à son ami de toujours, Heliodoro Egüis Mirador, dont le refrain lui est dédié.

### Thèmes de l'amour
« Les filles se retournaient, folles, lorsqu'elles croisaient Buitrago », déclare Aurora de Fontanilla, la femme d'Angel Fontanilla, seconde guitare de l'ensemble, aujourd'hui décédé. « Son port, ses cheveux blonds et ses yeux bleus, le rendaient très attrayant. Les gens accouraient dans les théâtres des stations de radio pour le voir chanter ».
Entre 1943 et février 1949, Buitrago enregistre près de cinquante chansons pour les disques Fuentes. Dans certaines de celles-ci, comme Qué criterio, La gota fría et Grito vagabundo, d'Emiliano Zuleta, Buitrago est accompagné par l'ensemble Los Trovadores de Barú, dirigé par José Boues. Le compositeur barranquillero Juancho Esquivel, qui faisait les arrangements musicaux de ce groupe, se rappelle (alors qu'il avait 79 ans) que la nuit où ils ont enregistré La víspera de año nuevo : « Buitrago s'habillait toujours de manière impeccable, en blanc. Comme la chaleur était accablante pendant le jour, il portait ses bajonazos, cadeau Antonio Fuentes, et préférait toujours enregistrer la nuit. Buitrago m'a montré un poème qu'avait composé Tobías Enrique Pumarejo à l'intention de sa fiancée Doris del Castillo Altamar. Nous y avons fait quelques changements au texte, et j'ai mis la mélodie en rythme merengue. J'ai pris la clarinette afin qu'il sache quand commencerait la chanson ».
« Buitrago, dit Diaz-Granados, a connu un grand « succès » musical avec l'histoire picaresque de la vie dissolue d'une fille du Quartier Paris, à Ciénaga. Elle était d'une famille connue et se nommait Josefa. Au moment du Carnaval, elle coiffe le bonnet traditionnel ainsi que les accessoires  mais cela déplaît à ses amis, aussi l'un d'eux entraine Josefa dans la plantation de noix de coco, et quand elle arrive à l'extrémité de la propriété, l'un de ses frères la jette de cette « coquera », après qu'elle eut foulé le « quitipón », une porte rustique faite généralement de brindilles de uvito ou de trupillo. Ainsi est née la chanson La capuchona.

### Pionnier de la musique populaire
Buitrago est la première vedette de la musique populaire colombienne. Il est un mécène pour beaucoup de compositeurs sans lesquels le folklore colombien ne serait pas ce qu'il est. Il lance Rafael Escalona, Emiliano Zuleta, Abel Antonio Villa - qui fut son grand ami -, Tobias Enrique Pumarejo, Chema Gómez, Luis Pitre et Eulalio Meléndez, le compositeur de La Piña madura.
Le thème de La Piña madura repose sur cette anecdote : une nuit de février 1894, dans la maison de Don Godofredo Armenta, à Ciénaga, les convives remarquèrent que la majorité des hôtes de la soirée admiraient la taille et la beauté d'un ananas qui avait été placé dans le « saibó », une espèce de meuble de salle à manger, et qui en faisait le plus beau des fruits, plus que la beauté des femmes de la soirée.
Eulalio Meléndez écrit cette histoire et en compose la mélodie, que Buitrago arrange lors de l'enregistrement.

### Mort
Une semaine avant de mourir, le 19 avril 1949 (certains prétendent qu'il est empoisonné, d'autres qu'il est mort d'une cirrhose, d'autres enfin qu'il aurait été emporté par une pneumonie), Buitrago demande à Abel Antonio Villa de l'accompagner pour acheter le berceau de son fils récemment né, Gregorio: « Il était déjà très malade, se rappelle Villa, et c'est la dernière fois que je l'ai vu ; nous étions amis ». « À l'endroit où son corps a été veillé, entouré d'amis et d'êtres chers, il y avait son inséparable guitare, une de ses amours, abandonnée et triste. Notre chanteur Buitrago fut très pleuré », spécifie Díaz-Granados. 
Buitrago est mort très jeune, à 29 ans, mais cinquante ans après sa mort, c'est encore un des chanteurs qui vend le plus de disques en Colombie. Par un de ces paradoxes du destin, le jour-même de sa mort, est revenu de La Havane le propriétaire de la maison de disques Fuentes. Il rapportait un contrat pour que Buitrago chante et fasse quelques enregistrements avec l'orchestre du Casino de la Plage, que dirigeait le pianiste Anselmo Sacasas.
Lors de la dissolution de l'ensemble de Buitrago à sa mort, son ancien compagnon cienaguero Julio Bovea, propose à Angel Fontanilla et au chanteur Alberto Fernández, tous de la région de Ciénaga, de former le trio « Bovea et ses Vallenatos ». Il devient le plus célèbre ensemble de musique de la côte, se rend en Argentine, entre 1967 et 1975, où il popularise les chansons de Rafael Escalona.

### Albums posthumes
Regalito de navidad, un disque LP publié par les Disques Fuentes en mélangeant parmi les douze chansons du disque quatre chansons qui n'appartiennent pas à Guillermo Buitrago et qui sont interprétées par un autre chanteur : Julio C. San Juan surnommé « Buitraguito ». Beaucoup de personnes tendent à confondre les deux chanteurs ce qui pour être juste, est dû au mélange de ces chansons.
Un des derniers CD qui ait été mis sur le marché est une compilation des chansons les plus populaires de Buitriga, 16 Éxitos de navidad Y ano nuevo. Dans ce CD quelques titres ont été restaurés, d'autres (notamment dans El Brujo de Arjona) ont été ainsi ajoutés alors qu'ils étaient absents lors des enregistrements initiaux, d'autres mutilations ont également eu lieu sur d'autres titres.

## Discographie
Sa musique est à l'origine distribuée sur des disques 78 tours. Il est impossible de connaître le nombre exact de chansons que Buitrago a enregistrées : entre 100 et 150 titres. Les Disques Fuentes, sa maison de disques, continue de recueillir les archives et de distribuer ses chansons au format CD. La filiale colombienne « Odéon » publie ses premiers enregistrements avant les Disques Fuentes. Les Disques Fuentes compilent beaucoup de ses chansons en disques 33 tours et en CD. 
Les disques Fuentes possèdent la plupart de ses chansons et des enregistrements de Buitrago bien que beaucoup de celles-ci aient cessé de sortir à la lumière publique depuis des décennies et ont disparu à tel point que les Disques Fuentes eux-mêmes ne savent ce qu'ils ont fait de ces enregistrements historiques. Les filiales d'Odéon Argentine et d'Odéon Chili ont publié certains de ces enregistrements, qui sont extrêmement difficiles à retrouver, et que seuls des collectionneurs peuvent avoir sous forme d'enregistrements 78 tours.
D'autres enregistrements ont été retrouvés à la radio comme :
- une publicité pour un vieux rhum,
- une autre publicité pour un « rhum motilon »,
- une publicité enregistrée comme introduction pour les programmes radiophoniques de Guillermo Buitrago (des documents radiophoniques en général), etc.

D'autres enregistrements radiophoniques existent mais ce ne sont que des redécouvertes des archives précédentes.
- Víspera de año nuevo

1. Las mujeres a mí no me quieren
2. Compae Heliodoro
3. La hija de mi comadre
4. Ron de vinola
5. Qué criterio
6. El hijo de la luna
7. Grito vagabundo
8. El huerfanito
9. La víspera de año nuevo
10. La araña picua
11. Dame tu mujer José
12. La vida es un relajo

- Música inédita

1. Se marchitaron las flores
2. La loca Rebeca
3. Muchacha patillalera
4. Gallo basto y pelao
5. El toque de queda
6. El desdichado
7. La cita
8. Careperro
9. Cinco noches de velorio
10. Las contradicciones
11. El gallo atravesao
12. El tigre guapo
13. El maromero
14. Buitrago me tiene un pique

- La piña madura

1. La capuchona
2. Adiós mi maye (la despedida)
3. Cienaguera
4. La carta
5. El testamento
6. El tiburón de marbella
7. El amor de claudia
8. Pacha rosado
9. La piña madura
10. La varita de caña
11. Espera que me muera
12. El compae migue (El ermitaño)

- Regalito de navidadLes chansons avec un astérisque sont de Buitraguito :

1. Regalito de navidad*
2. Palomita mensajera*
3. Yo no monto en avión*
4. El amor es un collar
5. Las sabanas del diluvio
6. Luis Eduardo
7. Rosa Valencia*
8. La peste
9. Pacho y Abraham
10. Los enanos
11. El brujo de Arjona (El enviado)
12. Moralito

- El testamento y otors cantos inéditos

1. El cazador
2. La mujer que quiere a uno
3. La fiera de pabayo
4. Pacho y Abraham
5. La costumbre de los pueblos
6. El testamento
7. La matica de yuca
8. Espera que muera
9. El dolor de Micaela
10. La vida es un relajo

On trouve les chansons suivantes qui ont pratiquement disparu et que seuls quelques collectionneurs possèdent :
1. Buitrago me tiene un pique (Versión 1)
2. Como se pierde se gana (boléro)
3. Compay Chaney (El zorro)
4. El bachiller
5. El bobo de la yuca
6. El coco rayado
7. El día de San Sebastián (El caimán)
8. El doctor Rafael Lavalle
9. El compa´e mige (première version)
10. El jerre jerre
11. El negro maldito
12. El negro Mendo
13. La estricnina
14. La vaca lechera
15. Linda nena
16. Los panderos de Río Frío
17. Mi guayabo
18. Mil veces(Lombo)
19. Mi morenita
20. Petra la pelua
21. Santo Tomás
22. Zorro chucho, marimonda y baco

Les enregistrements suivants ont complètement disparu :
1. El alazanito
2. Mala noche (El negrito figurin)
3. Toño miranda en el Valle
4. Falsas caricias
5. Anhelos
6. Los choferes
7. La rosca
8. Teresa Mercedes
9. Las muchachas de Buitrago
10. Ritmo colombiano (Mi Colombia)
11. La cañandonga

### La víspera de año nuevo

#### Thème de la chanson
D'abord un poème puis une chanson, La víspera de año nuevo (la veille du nouvel an), est la composition la plus populaire de Buitrago. C'est un hymne à l'année qui se termine.
La nuit du 22 décembre 1945, Tobías Enríque Pumarejo est sur le point d'enlever de sa propriété une femme noire qu'il avait connue des semaines auparavant - Doris del Castillo Altamar - dont il est éperdument amoureux. Le plan est simple : avec la complicité d'un voisin il irait jusqu'à la porte de sa maison et l'enlèverait jusqu'à sa maison du Copey, Cesar. Mais au cours de l'opération, Tobias se montre très nerveux à un moment donné lorsqu'il croit que les frères de Doris les poursuivent avec des chiens ; il lui semble entendre des coups de feu, ce qui les oblige durant un bon moment à rester dissimulés dans une ceiba creuse qu'ils ont trouvée sur le chemin. Une fois arrivés ils font des plans. Toutefois, dans la nuit du 31 décembre, Tobias fait la bringue avec des amis de Los Venados, population proche de Caracolí, Cesser, mais dans le fracas de la virée, et pour demander pardon à Doris, qu'il a laissée seule et triste dans sa propriété, il compose des vers pour lui faire plaisir. En retournant à la propriété, où Doris l'attend, Tobias introduit la main dans sa poche pour en extraire le poème qu'il a écrit à sa bien-aimée, poème dans lequel il lui demande pardon et où il lui affirme qu'elle lui a inspiré ces vers lors de cette aventure.

#### Analyse et commentaires sur la chanson
Il est ici nécessaire de faire un commentaire : lorsque Buitrago enregistre la chanson - en février 1949 - le dernier vers lui paraît indécent et il le remplace par « avec toi là dans les feuilles », comme le constatent et le confirment le compositeur Emiliano Zuleta (l'auteur de La Gota Fría) ainsi que Rafaël et Álvaro Gutiérrez ainsi que José Domingo Pumarejo, tous trois cousins germains de Tobias.
L'hommage à l'inondation des savanes et du Camperucho a deux interprétations : d'abord, l'une et l'autre ont été et restent, de très belles terres productives, d'autre part, elles ont été le lieu des amours de Tobias et de Dorys ainsi que le lieu de son évasion. Le dernier paragraphe serait un pressentiment que le compositeur a eu : « Si frères de Doris sont venus me trouver pour me tuer ». D'où l'allusion à la mort.